# Duguetia cauliflora
Duguetia cauliflora R.E.Fr. – gatunek rośliny z rodziny flaszowcowatych (Annonaceae Juss.). Występuje naturalnie w Peru, Kolumbii, Wenezueli, Gujanie, Surinamie, Gujanie Francuskiej oraz Brazylii (w stanach Acre, Amazonas, Pará i Roraima). 

## Morfologia
PokrójZimozielone drzewo dorastające do 8–12 m wysokości. Gałęzie są owłosione.
LiścieMają eliptyczny kształt. Mierzą 10–25 cm długości oraz 3–7 cm szerokości. Są owłosione od spodu. Blaszka liściowa jest o długo spiczastym wierzchołku.
KwiatyZebrane w gęste kwiatostany, rozwijają się na pniach i gałęziach (kaulifloria). Działki kielicha mają owalny kształt i dorastają do 12–20 mm długości. Płatki mają białożółtawą barwę i osiągają do 20–25 mm długości.
OwoceZebrane po około 100 w owocostan. Mają kulisty kształt. Osiągają 50–70 mm długości.

## Biologia i ekologia
Rośnie w wiecznie zielonych lasach. Występuje na wysokości do 500 m n.p.m.